# Trwałe zanieczyszczenia organiczne
Trwałe zanieczyszczenia organiczne (TZO lub POPs, z ang. persistent organic pollutants) – organiczne substancje chemiczne, które charakteryzują się szczególnym połączeniem właściwości fizycznych i chemicznych, takim, że po uwolnieniu do środowiska:
- pozostają niezmienione przez wyjątkowo długi czas (wiele lat),
- szeroko rozprzestrzeniają się w środowisku w wyniku działania naturalnych procesów zachodzących w glebie, wodzie i, w szczególności, w powietrzu,
- ulegają akumulacji w tkankach tłuszczowych organizmów żywych, w tym ludzi, i są obecne w wyższych stężeniach na wyższych poziomach łańcucha pokarmowego,
- są toksyczne dla ludzi i zwierząt.

W wyniku ich uwolnień do środowiska w ciągu ostatnich dziesięcioleci, głównie w wyniku działalności człowieka, są obecnie szeroko rozpowszechnione w wielu regionach (nawet w tych, w których nigdy nie były stosowane) i, w niektórych wypadkach, na całym świecie.
Zanieczyszczenie środowiska i organizmów żywych, w tym żywności, przez TZO doprowadziło do utrzymującego się narażenia wielu gatunków, w tym ludzi, przez długi czas, powodując wystąpienie ostrych i chronicznych efektów toksycznych.
Ponadto TZO gromadzą się w organizmach żywych w wyniku procesu bioakumulacji. TZO nie są rozpuszczalne w wodzie, ale są łatwo rozpuszczalne w tłuszczach, odkładają się w tkance tłuszczowej, gdzie ich stężenie może zwiększyć się 70 tysięcy razy powyżej stężenia w otoczeniu. Ryby, ptaki drapieżne, ssaki i ludzie znajdują się na szczycie łańcucha pokarmowego, dlatego absorbują w sobie największe stężenia. Kiedy się przemieszczają, TZO przemieszczają się razem z nimi. W wyniku tych dwóch procesów, TZO można wykryć w organizmach żyjących w regionach oddalonych o tysiące kilometrów od głównych źródeł TZO.
Wśród szczególnych skutków narażenia na TZO można wymienić nowotwory, alergie, nadwrażliwości, uszkodzenia ośrodkowego i obwodowego układu nerwowego, zaburzenia płodności oraz zaburzenia układu immunologicznego. Niektóre z TZO są również zaliczane do substancji zaburzających funkcjonowanie układu hormonalnego (ang. endocrine disrupters), które poprzez zmiany funkcji układu endokrynnego powodują uszkodzenia układów rozrodczego i immunologicznego narażonych osobników, a także u ich potomstwa.
Po II wojnie światowej naukowcy zaczęli uświadamiać sobie, że pewne substancje organiczne, pochodzące zarówno ze źródeł naturalnych, jak i antropogenicznych, mogą pozostawać w środowisku przez wyjątkowo długie okresy i nie są podatne na rozkład fotolityczny, degradację chemiczną i biochemiczną. Zaobserwowano, że związki chemiczne określane jako TZO mogą być przenoszone na dalekie odległości za pośrednictwem powietrza i wody przed immobilizacją w osadach i glebie. Odkryto, że TZO ulegają akumulacji w łańcuchu pokarmowym do poziomów stężeń, które mogą powodować poważne szkody w środowisku, faunie i florze oraz w zdrowiu ludzi.
W wyniku ich uwolnień do środowiska w ciągu ostatnich dziesięcioleci, głównie w wyniku działalności człowieka, są obecnie szeroko rozpowszechnione w wielu regionach, nawet w tych, w których nigdy nie były stosowane. Zanieczyszczenie środowiska i organizmów żywych, w tym żywności, przez TZO doprowadziło do utrzymującego się narażenia wielu gatunków, w tym ludzi, przez długi czas, powodując wystąpienie ostrych i chronicznych efektów toksycznych. TZO gromadzą się w organizmach żywych w wyniku procesu bioakumulacji. Nie są rozpuszczalne w wodzie, ale są łatwo rozpuszczalne w tłuszczach, odkładając się w tkance tłuszczowej, gdzie ich stężenie może zwiększyć się 70 tysięcy razy powyżej stężenia w otoczeniu. Ryby, ptaki drapieżne, ssaki i ludzie znajdują się na szczycie łańcucha pokarmowego, dlatego akumulują w sobie największe stężenia. Kiedy się przemieszczają, TZO przemieszczają się razem z nimi. 
Wśród szczególnie niebezpiecznych skutków narażenia na TZO można wymienić choroby nowotworowe, uszkodzenia ośrodkowego i obwodowego układu nerwowego, zaburzenia płodności i układu immunologicznego oraz alergie. Niektóre z TZO zaliczane są również do substancji zaburzających funkcjonowanie układu hormonalnego (ang. endocrine disrupters) – oddziałują na układ endokrynny powodując uszkodzenia układów rozrodczego i immunologicznego narażonych osobników oraz ich potomstwa. 

## Pierwsze TZO objęte Konwencją Sztokholmską

Kraje, które ratyfikowały Konwencję Sztokholmską w sprawie trwałych zanieczyszczeń organicznych

W maju 1995 roku rada zarządzająca Programu Środowiskowego Organizacji Narodów Zjednoczonych (UNEP) zdecydowała o zbadaniu TZO, zaczynając od następujących dwunastu związków, określanych potocznie jako "parszywa dwunastka". Zostały one uznane za substancje powodujące szkodliwe skutki u ludzi i w środowisku, i zostały one objęte przepisami Konwencji Sztokholmskiej w sprawie trwałych zanieczyszczeń organicznych. Zaklasyfikowane zostały do 3 kategorii:
1. Pestycydy: aldryna, chlordan, DDT, dieldryna, endryna, heptachlor, mireks, toksafen,
2. Chemikalia przemysłowe: heksachlorobenzen (HCB), polichlorowane bifenyle (PCB),
3. Produkty uboczne: polichlorowane dibenzo-p-dioksyny i polichlorowane dibenzofurany (PCDD/PCDF) oraz polichlorowane bifenyle (PCB).

Przepisy Konwencji zobowiązały strony do podjęcia środków w celu eliminacji lub ograniczenia uwolnień TZO do środowiska.

## Pierwsze TZO objęte Protokołem w sprawie TZO
W 1998 roku został przyjęty Protokół w sprawie Trwałych Zanieczyszczeń Organicznych do Konwencji Genewskiej w sprawie transgranicznego zanieczyszczenia powietrza na dalekie odległości, którego celem jest doprowadzenie do ograniczenia, redukcji lub eliminacji emisji, rozprzestrzeniania się lub wprowadzania do środowiska następujących trwałych zanieczyszczeń organicznych, tj. aldryny, chlordanu, chlordekonu, dieldryny, DDT, heptachloru, heksachlorobenzenu, endryny, heksabromobifenylu, mireksu, toksafenu, heksachlorocykloheksanu, w tym lindanu (γ-heksachlorocykloheksan), polichlorowanych bifenyli (PCB), polichlorowanych dibenzo-p-dioksyn i polichlorowanych dibenzofuranów (PCDD/PCDF), wielopierścieniowych węglowodorów aromatycznych (WWA).

## Nowe TZO
W latach 2009 – 2019, w wyniku decyzji podjętych na kolejnych konferencjach stron, do Konwencji Sztokholmskiej włączono kolejne substancje:
- Pestycydy: chlordekon, α-heksachlorocykloheksan (α-HCH), β-heksachlorocykloheksan (β-HCH), lindan (γ-heksachlorocykloheksan), techniczny endosulfan i jego izomery, pentachlorofenol (PCP) oraz jego sole i estry, dikofol,

- Chemikalia przemysłowe: heksabromobifenyl, pentachlorobenzen (PeCB), polibromowane etery difenylowe: etery tetra- i pentabromodifenylowe, stanowiące składniki handlowego eteru pentabromodifenylowego oraz etery heksa- i heptabromodifenylowe, stanowiące składniki handlowego eteru oktabromodifenylowego, handlowy eter dekabromodifenylowy, heksabromocyklododekan (HBCDD), chloroalkany, C10-13 (krótkołańcuchowe chlorowane parafiny; SCCP), kwas perfluorooktanowy (PFOA), jego sole i pochodne,

- Chemikalia przemysłowe/pestycydy: kwas perfluorooktanosulfonowy (PFOS), jego sole i fluorek perfluorooktanosulfonylu (PFOSF),
- Chemikalia przemysłowe/pestycydy/produkty uboczne (niezamierzone uwolnienia): pentachlorobenzen (PeCB).

Związki dodane do Protokołu w sprawie TZO w 2009 roku:
- Pestycydy: pentachlorobenzen,

- Chemikalia przemysłowe: heksachlorobutadien, kwas perfluorooktanosulfonowy, polibromowane etery difenylowe: etery tetra- i pentabromodifenylowe, stanowiące składniki handlowego eteru pentabromodifenylowego oraz etery heksa- i heptabromodifenylowe, stanowiące składniki handlowego eteru oktabromodifenylowego, polichlorowane naftaleny, krótkołańcuchowe parafiny
- Produkty uboczne: polichlorowane bifenyle (PCB).

## IPEN
W 1998 roku powstała International POPs Elimination Network (ISO) – globalna sieć osób i organizacji pożytku publicznego, utworzona w celu wspólnych starań o eliminację trwałych zanieczyszczeń organicznych, występujących w środowisku (problemy produkcji, stosowania, unieszkodliwiania). IPEN jest zarejestrowany w Szwecji jako organizacja non-profit działająca w interesie publicznym. Zrzesza ponad 600 organizacji z ponad 124 krajów.